# Поднек, Август Иванович
Август Иванович Поднек (1895, Бауский уезд, Курляндская губерния, Российская империя — 22 июня 1938, Иркутск, РСФСР, СССР) — советский партийный и государственный деятель. Заместитель Председателя Совнаркома — председатель Госплана Казахской ССР.

## Биография
Август Поднек родился в крестьянской семье в Бауском уезде Курляндской губернии. Латыш. 
Окончил четырёхклассное училище и был членом социал-демократической организации «Дзинтарс» с 1913 года. 
В 1914 году переехал в Ригу, где работал чернорабочим на заводе русско-рейнских свинцовых красок, а также в механических мастерских Крамера. 
В 1915 году был арестован за принадлежность к РСДРП и осуждён к шести годам каторжных работ, однако в 1917 году был амнистирован.

### Партийная деятельность в Латвии и России
Сразу после освобождения Поднек занял активную позицию в революционной деятельности, став членом Валкского комитета СДЛК и Валкского Совета рабочих и солдатских депутатов. Позже он также входил в состав Мариенбургского Совета. 
В 1918 году переехал в Нижний Новгород, где работал в местном революционном трибунале и отделе юстиции.
После установления советской власти в Латвии Поднек был откомандирован туда для работы в Наркомате юстиции. Он возглавил карательный отдел и был членом Военно-Революционного Трибунала Латвийской Советской Республики, а затем вернулся в Россию, где возглавил Нижегородский горком РКП(б) и работал редактором газеты «Нижегородская коммуна».

### Участие в РККА
С 1919 по 1922 год Поднек служил в Красной армии, занимая должности военкома бригады Тульского укреплённого района и начальника Политического отдела 1-й Тульской стрелковой дивизии. 
В 1922 году стал помощником начальника Политического управления Московского военного округа.

### Партийная и государственная деятельность
В 1922–1924 годах занимал пост ответственного секретаря Алтайского губкома ВКП(б). 
В 1924 году был назначен председателем Исполнительного комитета Архангельского губсовета, где участвовал в создании Комитета содействия народностям северных окраин (Комитет Севера) и хоккейной команды «Водник». 
В 1926 году был переведён в Орловскую губернию, где возглавлял исполнительный комитет губернского совета.
С 1928 года Поднек работал начальником Главного управления водного хозяйства Средней Азии и Казахской АССР, одновременно являясь заместителем председателя Среднеазиатского экономического совещания. 
В 1930 году был назначен председателем Госплана Казахской АССР .
С 1932 по 1933 год Поднек занимал посты заместителя председателя правления Всесоюзного сельскохозяйственного банка и члена правления Госбанка СССР. 
В 1933 году был ответственным редактором журнала «Финансирование социалистического земледелия». 
В ноябре 1933 года назначен первым заместителем председателя Исполнительного комитета Восточно-Сибирского крайисполкома, а в декабре 1936 года — первым заместителем председателя Восточно-Сибирского облисполкома.

### Последние годы
15 мая 1937 года был арестован в ходе массовых репрессий. 
5 июня 1938 года Военная коллегия Верховного суда СССР приговорила его к высшей мере наказания, приговор был приведён в исполнение 22 июня 1938 года в Иркутске. 
В 1958 году был реабилитирован Верховным судом СССР за отсутствием состава преступления.

### Семья
Был женат на Татьяне Константиновне Пушкарёвой (1900—1932), умерла от лейкемии. Детей не имели. Ее старшая сестра Ольга Пушкарёва была женой Жаханши Досмухамедова, а младшая сестра Надежда Пушкарёва — 2-й женой Турара Рыскулова, зампреда СНК РСФСР.